# Siphloplecton costalense
Siphloplecton costalense is een haft uit de familie Metretopodidae. De wetenschappelijke naam van de soort is voor het eerst geldig gepubliceerd in 1938 door Spieth.
De soort komt voor in het Nearctisch gebied.